# Tepilia dodala
Tepilia dodala är en fjärilsart som beskrevs av William Schaus 1927. Tepilia dodala ingår i släktet Tepilia och familjen silkesspinnare. Inga underarter finns listade i Catalogue of Life.